# Breitfeld
Breitfeld is een gehucht in Lommersweiler, deelgemeente van de stad Sankt Vith in de Belgische provincie Luik.
Het gehucht ligt nabij de grens met deelgemeente Sankt-Vith-centrum. Het ligt 2,5 kilometer ten noorden van het dorpscentrum van Lommersweiler en twee kilometer ten zuidoosten van het stadscentrum van Sankt Vith. Minder dan een kilometer ten westen ligt het gehucht Wiesenbach.

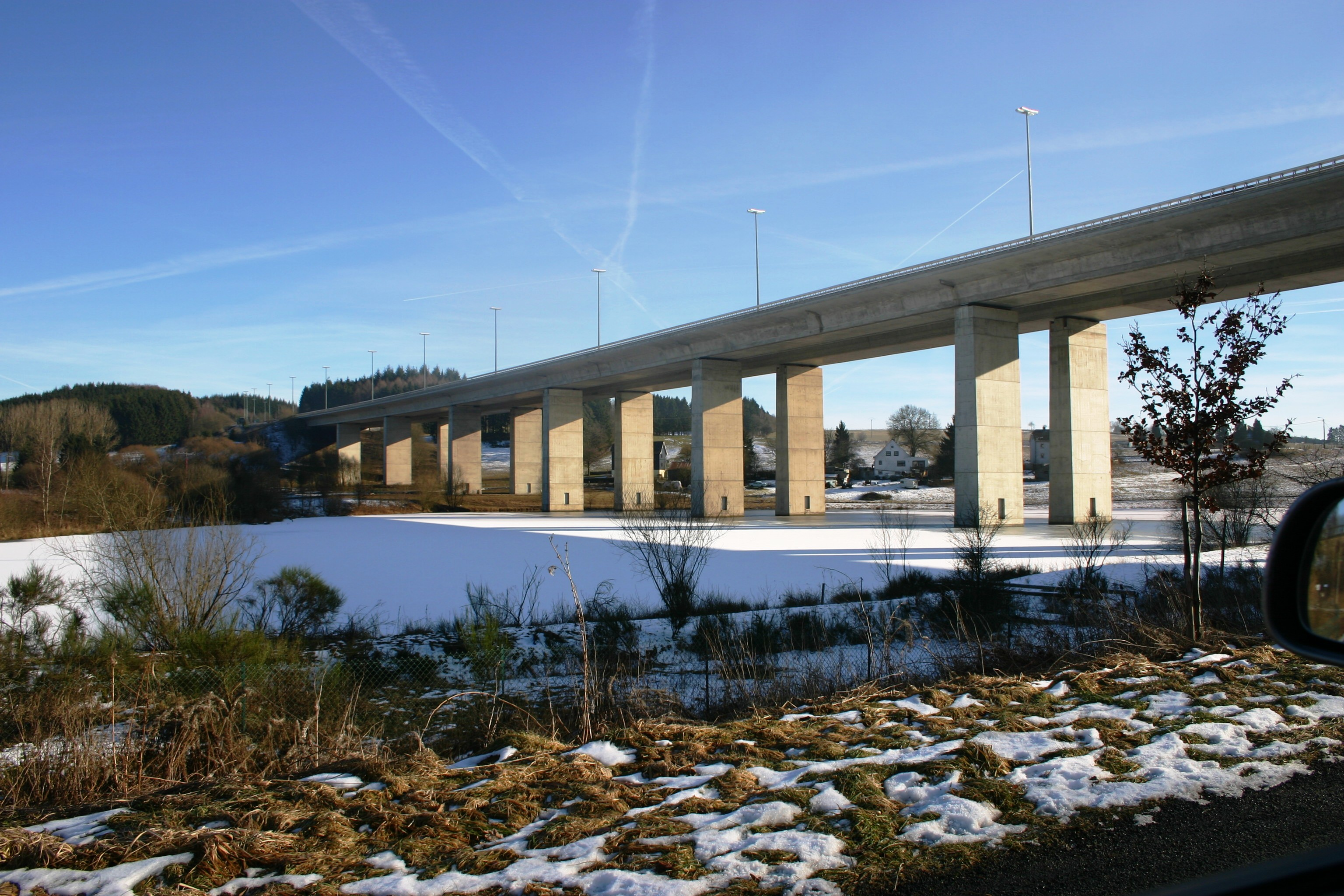
Viaduct van Breifeld

## Geschiedenis
Op de Ferrariskaart uit de jaren 1770 is het gehucht Breidfeld weergeven, met even ten westen de geïsoleerde kapel Chapelle de Wiesenbach.
Op het eind van het ancien régime, toen tijdens de Franse bezetting eind 18de eeuw de gemeenten werden gecreëerd, werd Breitfeld ondergebracht in de gemeente Lommersweiler. Na de Franse bezetting ging het gebied naar Pruisen.
In de jaren 1880 werd ten zuidwesten van Breitfeld een deel aangelegd van een spoorweg, de Vennbahn.
Na de Eerste Wereldoorlog werd de plaats met de Oostkantons bij België aangehecht.
Bij de gemeentelijke fusies van 1977 kwam Breitfeld met Lommersweiler bij de gemeente Sankt Vith.
In de jaren 1980 werd het gebied net ten zuidwesten van Breitfeld doorsneden door de nieuwe autosnelweg A27/E42, waarvoor hier een viaduct werd opgetrokken.

## Verkeer en vervoer
Net ten westen van Breitfeld loopt de gewestweg N646 tussen Sankt Vith en de Duitse grens, richting Winterspelt.
Ten zuiden van Wiesenbach ligt de autosnelweg A27/E42, die hier over het Viaduct van Breitfeld loopt.
Deelgemeenten: Crombach · Lommersweiler · Recht · Sankt Vith · Schönberg

Overige kernen: Alfersteg · Amelscheid · Andler · Atzerath · Breitfeld · Eiterbach · Emmels (Nieder-Emmels · Ober-Emmels) · Galhausen · Heuem · Hinderhausen · Hünningen · Mackenbach · Neidingen · Neubrück · Neundorf ·  Rödgen · Rodt · Schlierbach · Setz · Steinebrück · Wallerode · Weppeler · Wiesenbach

Belgische gemeenten · Duitstalige Gemeenschap · Arrondissement Verviers · Luik · Wallonië